# Самаркандський державний медичний університет
Самаркандський державний медичний університет (Самаркандський державний медичний інститут до 1 квітня 2022 року) (узб. Samarqand davlat tibbiyot universiteti; англ. Samarkand state medical university) — медичний навчальний заклад у місті Самарканді (Узбекистан). Готує медичних працівників та наукових діячів, а також підвищує їх кваліфікацію.
Скорочені назви: СамДМІ, СамДержМІ, СамМІ.

## Історія
Інститут заснований у травні 1930 року з ініціативи Ради народних комісарів Узбецької РСР.

### Ректори інституту
- Лев Немцович (1930—1935);
- Юлій Недосєков (1935—1942);
- Хакім Захидов (1943—1945), професор;
- Рауф Абдуллаєв (1945—1951), професор, Заслужений діяч науки РУ;
- Азіз Аділов (1951—1955), доцент;
- Манап Мирзамухамедов (1955—1961), професор;
- Муса Хаїтов (1961—1966), доцент, депутат Верховної Ради Уз РСР, перший секретар Самаркандського міськкому КП Уз;
- Уктам Вахабова (1966—1981), професор, Заслужений діяч науки РУ, депутат Верховної Ради СРСР;
- Субханкул Аріпов[ru] (1981—1986), професор, Заслужений діяч науки РУ, Заслужений лікар РУ;
- Нуриддин Камалов (1986—1995), доцент;
- Акрам Мумінов[ru] (1995—2000), професор, Заслужений діяч науки РУ;
- Азамат Шамсієв[ru] (з 2004), професор, член Нью-Йоркської академії наук.

### Інститут у роки Другої світової війни
На базі Самаркандського державного медичного інституту в 1942—1944 роках розташовувалися евакуйовані Ленінградська військово-медична академія і Куйбишевська військово-медична академія.

## Структура інституту

### Факультети
У виші функціонують 6 факультетів:
- «Лікувальна справа», організований 1930;
- «Педіатрична справа», організований 1963;
- «Медична педагогіка», організований 2005;
- «Вища сестринська справа», організований 2005;
- «Стоматологія», організований 2009;
- Факультет підвищення кваліфікації та перепідготовки лікарів, організований 1981.

### Відділення магістратури та клінічної ординатури
У відділеннях магістратури та клінічної ординатури готуються фахівці за такими напрямами:
- акушерство та гінекологія;
- терапія (за направленнями) — ендокринологія, кардіологія, неврологія, фтизіатрія, наркологія;
- оториноларингологія; офтальмологія;
- загальна онкологія; хірургія (за направленнями);
- анестезіологія та реаніматологія;
- травматологія та ортопедія;
- судово-медична експертиза;
- педіатрія (за направленнями);
- дитяча хірургія;
- стоматологія (за направленнями);
- інфекційні хвороби (за направленнями);
- дитяча неврологія;
- функціональні та інструментальні методи діагностики (медична радіологія);
- урологія;
- неонатологія;
- нейрохірургія;
- дерматовенерологія.

## Професорсько-викладацький склад
У Самаркандському державному медичному інституті існують 66 кафедр і курсів, де ведуть наукову і педагогічну діяльність понад 540 вчених і викладачів, з яких — 58 докторів наук, 42 професори, 177 кандидатів наук, 111 доцентів.